# František Koláček (kartograf)
František Koláček (9. prosince 1881 Brno – 7. května 1942 Mauthausen) byl český pedagog, kartograf a geograf. Pro odbojovou činnost byl za nacistické okupace popraven.

## Život

### Osobní život
Narodil se v Brně, v rodině profesora brněnského gymnázia Františka Koláčka staršího a jeho manželky Aloisie, rozené Vodičkové. Měl mladší sestru Hermínu (1883–1938). Od roku 1891 byla rodina policejně hlášena v Praze. V letech 1892–1900 vystudoval gymnázium v Praze - Královských Vinohradech. V roce 1939 se oženil s rozvedenou brněnskou lékařkou MUDr. Miroslavou Mazalovou, roz. Kühnovou (1892–1979).

### Profesní kariéra
V letech 1901–1905 studoval dějepis a zeměpis na pražské Filozofické fakultě Univerzity Karlovy. Studia ukončil v roce 1906 doktorátem. Poté působil jako středoškolský profesor, nejprve v Praze, poté v Pardubicích. V roce 1921 se stal soukromým docentem regionálního zeměpisu na Masarykově univerzitě v Brně. Na této univerzitě se stal v roce 1923 mimořádným a 1929 řádným profesorem geografie. Pro školní rok 1931–1932 byl zvolen děkanem Přírodovědecké fakulty Masarykovy univerzity.

### Okupace a smrt
Za okupace se zapojil do odboje, spolu s dalšími brněnskými vysokoškolskými pedagogy. V roce 1941 byl zatčen brněnským gestapem. Při zatýkání nalezlo gestapo i vojenskou mapu území Moravy a Slezska, na které byly vyznačeny plochy vhodné z geografického a klimatologického hlediska pro případné vzdušné výsadky. Profesor Koláček byl při vyslýchání zatčených označen jako autor těchto analýz a následně 5. prosince 1941 zatčen. Byl odsouzen k smrti brněnským stanným soudem 13. ledna 1942. Popraven byl spolu s dalšími 72 odbojáři v koncentračním táboře Mauthausen. Symbolický hrob má na brněnském Ústředním hřbitově.

## Dílo
František Koláček vydal zhruba 100 děl, mezi nimi např.

### Studie o zemětřeseních
- Studie o českých zemětřeseních (1910)
- Karpatské zemětřesení na půdě republiky československé (Přírodověd. fakulta Masarykovy univerzity, 1921)
- Seznam otřesů pozorovaných na půdě republiky československé (Přírodověd. fakulta Masarykovy univerzity, 1921)

### Zeměpisné publikace a učebnice
- Úvod do kartografie čili do nauky o mapách (Zemský ústřední spolek Jednot učitelských v král. Českém, 1913)
- Fysikální zeměpis karpatské části Československé republiky / (Česká grafická Unie, 1921)
- Jak se změnila mapa světa po válce (Jos. R. Vilímek, Praha, 1922)
- Zeměpis Československa (Melantrich a vlastním nákladem, Praha, 1934)
- Učebnice zeměpisu pro vyšší třídy středních škol (spolu s Klementem Urbanem a Františkem Zpěvákem, Československá grafická Unie, 1936; Česká grafická unie, 1947 a 1948)

### Kartografické práce - mapy
- Podrobná nástěnná mapa republiky československé : Západní část: Čechy, Morava, Slezsko (Měř. 1:200 000, spolu s PhDr. Bohuslavem Horákem, (Brno, Ústřední nakladatelství učitelské čsl., 1923)
- Oblastní odtoková mapa Moravy (Carte géographique du débit d’eau relatif de la Moravie) (Brno, Přírodovědecká fakulta Masarykovy univerzity, 1925)
- Mapa okresu Tišnovského (Měř. 1:25 000, spolu s F. Syrovátkou, 1933)

### Ostatní
Některé práce Františka Koláčka byly zaměřeny na historickou kartografii, např. Nejstarší mapa Moravy, Dva plány Prahy z let 1741 a 1742 ze sbírek map v rajhradském klášteře a Některé poznámky o Müllerových mapách. Též popularizoval vědu veřejnými přednáškami o klimatologii a kartografii v brněnském rozhlase a na univerzitě.

## Ocenění

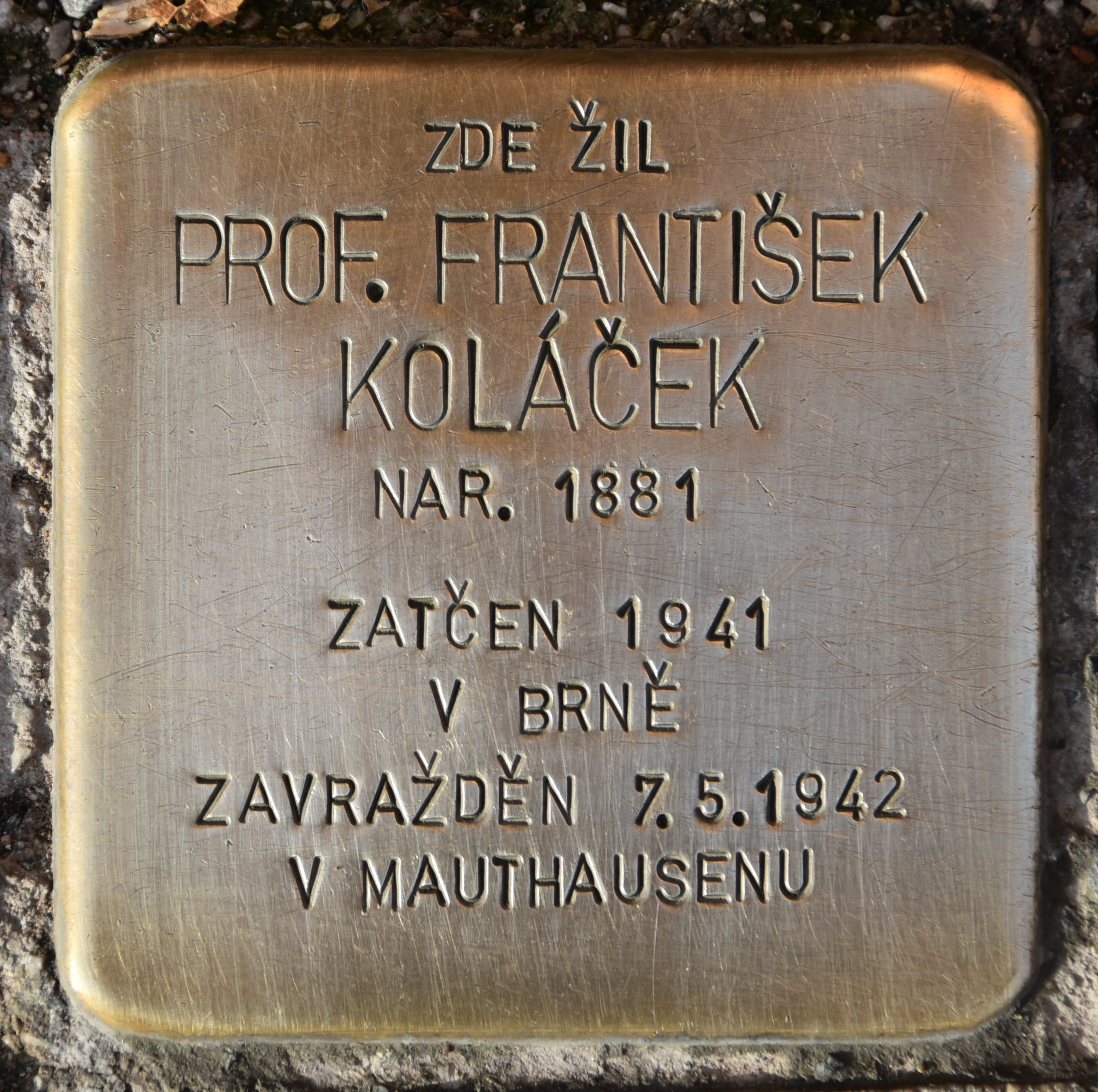
Kámen zmizelých pro Františka Koláčka

Za života:
- Řád sv. Sávy III. třídy (1931, "za kulturní práci pro Jugoslavii")[15]

Posmrtně:
- Československý válečný kříž 1939 in memoriam
- Čestný člen Muzejního spolku in memoriam,
- Jméno Františka Koláčka je uvedeno na pamětní desce vědců a učitelů vysokých škol v Brně, umučených v koncentračním táboře Mauthausen v letech 1942–1945 a na pamětní desce Sokola Brno I v Kounicově ulici[16]
- Česká geografická společnost mu udělila čestné členství in memoriam (1946)
- V roce 2014 byl před domem Pionýrská 7/01 umístěn Kámen zmizelých (Stolperstein) se jménem Františka Koláčka.[17]
- V brněnských Řečkovicích nese jedna z ulic jeho jména.